# CSKA Pomir Duszanbe
CSKA Pomir Duszanbe (tadż. Клуби футболи ЦСКА «Помир» Душанбе) – tadżycki klub piłkarski, mający siedzibę w stolicy kraju, Duszanbe.

## Historia
Chronologia nazw:
- 1950: Bolszewik Stalinabad (ros. «Большевик» Сталинабад)
- 1951–1956: Kołhozchi Stalinabad (ros. «Колхозчи» Сталинабад)
- 1957: Urożaj Stalinabad (ros. «Урожай» Сталинабад)
- 1958–1959: Hosilot Stalinabad (ros. «Хосилот» Сталинабад)
- 1960–1961: Energetik Stalinabad (ros. «Энергетик» Сталинабад)
- 1961–1969: Energetik Duszanbe (ros. «Энергетик» Душанбе)
- 1970–1997: Pomir Duszanbe (ros. «Памир» Душанбе)
- 1997–1998: SKA PWO Pomir Duszanbe (ros. СКА ПВО «Памир» Душанбе)
- 1999–2006: SKA Pomir Duszanbe (ros. СКА «Памир» Душанбе)
- Od 2007: CSKA Pomir Duszanbe (ros. ЦСКА «Памир» Душанбе)

Piłkarski klub Bolszewik został założony w miejscowości Stalinabad w 1950 roku. Klub często zmieniał nazwy, ale najbardziej znana była nazwa Pomir Duszanbe (od 1970). Do 1989 występował w niższych ligach Mistrzostw ZSRR. W latach 1989–1991 występował w Wysszej Lidze ZSRR.
W 1992 debiutował w pierwszych niepodległych rozgrywkach Wyższej Ligi Tadżykistanu. Na początku 1996 klub był w stanie rozwiązania. Wtedy na pomoc przyszło Ministerstwo Obrony Narodowej Tadżykistanu. Od 1997 klub nazywał się SKA PWO Pomir Duszanbe, a od 1999 występował pod nazwą SKA Pomir Duszanbe. Na początku 2007 klub połączył się z zespołem CSKA Duszanbe i zmienił nazwę na CSKA Pomir Duszanbe.

## Sukcesy

### Trofea międzynarodowe
| \| \| Zdobyte trofea w rozgrywkach międzynarodowych (stan na: 31-12-2015) \| |                                                                     |      |          |
| Rozgrywki                                                                    | Osiągnięcie                                                         | Razy | Sezon(y) |
| · Liga Mistrzów AFC                                                          | zdobywca                                                            | 0    |          |
| · Liga Mistrzów AFC                                                          | finalista                                                           | 0    |          |
| · Liga Mistrzów AFC                                                          | runda 1                                                             | 1    | 1996/97  |
| Puchar AFC                                                                   | zdobywca                                                            | 0    |          |
| Puchar AFC                                                                   | finalista                                                           | 0    |          |
| Azjatycki Puchar Zdobywców                                                   | zdobywca                                                            | 0    |          |
| Azjatycki Puchar Zdobywców                                                   | finalista                                                           | 0    |          |
| Puchar Prezydenta AFC                                                        | zdobywca                                                            | 0    |          |
| Puchar Prezydenta AFC                                                        | finalista                                                           | 0    |          |
| FIFA                                                                         | Zdobyte trofea w rozgrywkach międzynarodowych (stan na: 31-12-2015) |      |          |

### Trofea krajowe
Tadżykistan
| \| \| Zdobyte trofea w rozgrywkach Tadżykistanu (stan na: 31-12-2015) \| |                                                                 |      |            |
| Rozgrywki                                                                | Osiągnięcie                                                     | Razy | Sezon(y)   |
| Mistrzostwo                                                              | I miejsce                                                       | 2    | 1992, 1995 |
| Mistrzostwo                                                              | II miejsce                                                      | 2    | 1993, 1994 |
| Mistrzostwo                                                              | III miejsce                                                     | 1    | 2001       |
| Puchar                                                                   | zdobywca                                                        | 1    | 1992       |
| Puchar                                                                   | finalista                                                       | 1    | 2009       |
| Superpuchar                                                              | zdobywca                                                        | 0    |            |
| Superpuchar                                                              | finalista                                                       | 0    |            |
| II liga                                                                  | I miejsce                                                       | 0    |            |
| II liga                                                                  | II miejsce                                                      | 0    |            |
| II liga                                                                  | III miejsce                                                     | 0    |            |
| Tadżykistan                                                              | Zdobyte trofea w rozgrywkach Tadżykistanu (stan na: 31-12-2015) |      |            |

ZSRR
| \| \| Zdobyte trofea w rozgrywkach Związku Radzieckiego (stan na: 31-12-1991) \| |                                                                         |      |            |
| Rozgrywki                                                                        | Osiągnięcie                                                             | Razy | Sezon(y)   |
| Mistrzostwo                                                                      | I miejsce                                                               | 0    |            |
| Mistrzostwo                                                                      | II miejsce                                                              | 0    |            |
| Mistrzostwo                                                                      | III miejsce                                                             | 0    |            |
| Mistrzostwo                                                                      | 10. miejsce                                                             | 2    | 1990, 1991 |
| Puchar                                                                           | zdobywca                                                                | 0    |            |
| Puchar                                                                           | finalista                                                               | 0    |            |
| Puchar                                                                           | półfinalista                                                            | 1    | 1991/92    |
| II liga                                                                          | I miejsce                                                               | 1    | 1988       |
| II liga                                                                          | II miejsce                                                              | 0    |            |
| II liga                                                                          | III miejsce                                                             | 1    | 1979       |
|                                                                                  | Zdobyte trofea w rozgrywkach Związku Radzieckiego (stan na: 31-12-1991) |      |            |

- Mistrzostwo Tadżyckiej SRR:
  - mistrz (7x): 1937, 1949, 1950, 1951, 1953, 1955, 1958
- Puchar Tadżyckiej SRR:
  - zdobywca (12x): 1938, 1939, 1940, 1941, 1946, 1949, 1950, 1952, 1953, 1955, 1959, 1971
- Puchar WNP:
  - 3.miejsce w grupie: 1996

## Stadion
Klub rozgrywa swoje mecze domowe na stadionie CSKA Ministerstwa Obrony (były Politechnikum) w Duszanbe, który może pomieścić 7000 widzów. Wcześniej występował na Centralnym stadionie republikańskim (były stadion im. Frunze, Pamir) w Duszanbe, który mógł pomieścić 21 400 widzów.

## Piłkarze
| Nr | Poz. | Piłkarz                |
| -- | ---- | ---------------------- |
|    | BR   | Anatolij Staruszczenko |
|    | BR   | Fayzali Davlatov       |
|    | OB   | Furug Qodirov          |
|    | OB   | Rahmatullo Fuzajlow    |
|    | OB   | Witalij Artemow        |
|    | OB   | Subkhon Hojamov        |
|    | OB   | Ruslan Tilloev         |
|    | OB   | Dilshod Safarmamadov   |
|    | OB   | Mastalii Abdullo       |
|    | OB   | Sukhrob Kayumzoda      |
|    | PO   | Orzu Dodkhudoev        |
|    | PO   | Azim Yunuszoda         |

| Nr | Poz. | Piłkarz                |
| -- | ---- | ---------------------- |
|    | PO   | Vokhid Boboev          |
|    | PO   | Farrukhi Mukhabbatsho  |
|    | PO   | Farkhod Rakhmatov      |
|    | PO   | Shamsiddin Khosimov    |
|    | PO   | Daler Rajabov          |
|    | PO   | Denys Sinczuk          |
|    | NA   | Charles Nakuti         |
|    | NA   | Simao Barbosa Da Rocha |
|    | NA   | Murtazo Karimov        |
|    | NA   | Anvar Khushvatov       |
|    | NA   | Abdukayum Karaboev     |

## Trenerzy
- 1950:  Gieorgij Mazanow

...
- 1956:  W. Arżakow i N. Merowszczikow
- 1957:  Iwan Koczetkow i Nikołaj Potapow
- 1958–1959:  Jurij Jefriemow i Eduard Korobow
- 1960:  N.A. Aleszin
- 1961–1963:  Eduard Korobow
- 1964–09.1964:  Nikołaj Potapow
- 09.1964–1966:  Andriej Zazrojew
- 1967–05.1968:  Władimir Alakrinski
- 1968–30.06.1971:  Iwan Łarin
- 07.1971–1971:  Yakov Kaprov
- 1972–1973:  Əhməd Ələsgərov
- 07.1973–09.1973:  Yakov Kaprov
- 1973–08.1978:  Isztwan Sekecz
- 09.1978–07.1981:  Mark Tunis
- 07.1981–06.1983:  Wohid Gulomhajdarow
- 06.1983–1985:  Jurij Siomin
- 1986–11.1988:  Szarif Nazarow
- 11.1988–1989:  Oleg Chabi
- 1989–1990:  Wiaczesław Sołowjow
- 1990–1993: / Szarif Nazarow

...
- 1997: / Szarif Nazarow
- 1998–2005:  Damir Kamaletdinow
- 2005:  Kendża Chaitow

...
- 2009:  Abdugaffor Juldoszew

...
- 08.2011–2011:  Wołodymyr Utkin
- 03.2012–2012:  Alijer Aszurmamadow
- 01.2013–05.2013:  Husejn Szodijew
- 07.2013–2015:  Abdugaffor Juldoszew
- 2016–...:  Dejan Almatović